# Calydorea amabilis
Calydorea amabilis là một loài thực vật có hoa trong họ Diên vĩ. Loài này được (Ravenna) Goldblatt & Henrich miêu tả khoa học đầu tiên năm 1991.